# Campeonato Mundial de Balonmano Masculino de 2015
El XXIV Campeonato Mundial de Balonmano Masculino se celebró en Catar entre el 15 de enero y el 1 de febrero de 2015 bajo la organización de la Federación Internacional de Balonmano (IHF) y la Federación Catarí de Balonmano.
La candidatura catarí superó a las de Noruega, Polonia y Francia en la votación celebrada en Malmö el 27 de enero de 2011. Fue el segundo campeonato organizado en Asia, tras el de Japón 1997.
Un total de veinticuatro selecciones nacionales de cinco confederaciones continentales compitieron por el título mundial, cuyo anterior portador era el equipo de España, vencedor del Mundial de 2013.
El equipo de Francia conquistó su quinto título mundial al derrotar en la final a la selección anfitriona con un marcador de 22-25. En el partido por el tercer lugar el conjunto de Polonia venció al de España.

## Clasificación
La fase de clasificación se disputó desde el 11 de enero de 2013 hasta el 29 de junio de 2014. Había 22 plazas en juego, que junto con las dos pertenecientes a España y Catar, clasificados automáticamente como vigente campeón y organizador, respectivamente, hicieron un total de 24. En Europa, las 12 plazas correspondientes a la federación de dicho continente se repartieron entre el Campeonato Europeo celebrado en 2014 y un proceso de clasificación.
El 8 de julio de 2014, en la reunión del Consejo de la IHF celebrado en Zagreb, se decidió eliminar la plaza de Oceanía, alegando el bajo nivel de balonmano en este continente. La plaza fue ofrecida al equipo no clasificado con mejor posición en el Mundial anterior, la selección de Alemania. Esta polémica decisión ha sido criticada por algunos medios de comunicación y la propia Federación Australiana de Balonmano.
Un par de meses antes del inicio del evento, las selecciones de Baréin y de los Emiratos Árabes Unidos anunciaron su baja del evento sin indicar motivo alguno. El 21 de noviembre, la IHF escogió los dos equipos sustituyentes:  Arabia Saudita e Islandia.
| Competición                      | Fecha                              | Sede                      | Plazas | Equipos clasificados                                                                                        |
| -------------------------------- | ---------------------------------- | ------------------------- | ------ | --- |
| País anfitrión                   | —                                  | —                         | 1      | Catar |
| Campeonato Mundial               | 11 – 27 de enero de 2013           | España                    | 1      | España |
| Campeonato Africano              | 16 – 25 de enero de 2014           | Argel ( Argelia)          | 3      | Argelia Túnez Egipto                                                                                        |
| Campeonato Europeo               | 12 – 26 de enero de 2014           | Dinamarca                 | 3      | Francia Dinamarca Croacia                                                                                   |
| Campeonato Asiático              | 25 de enero – 6 de febrero de 2014 | Manama ( Baréin)          | 3      | Irán Baréin Emiratos Árabes Unidos                                                                          |
| Campeonato de Oceanía            | 25 – 26 de abril de 2014           | Auckland ( Nueva Zelanda) | 1      | Australia                                                                                                   |
| Proceso europeo de clasificación | 7 – 15 de junio de 2014            | —                         | 9      | República Checa Austria Polonia Rusia Suecia Bielorrusia Eslovenia Bosnia y Herzegovina Macedonia del Norte |
| Campeonato Panamericano          | 22 – 29 de junio de 2014           | Canelones · ( Uruguay)    | 3      | Argentina Brasil Chile                                                                                      |
| Invitación                       | 8 de julio de 2014                 | —                         | 1      | Alemania |
| Sustitución                      | 21 de noviembre de 2014            | —                         | 2      | Arabia Saudita Islandia                                                                                     |

### Equipos clasificados
| País                 | Clasificado por                       | Fecha de clasificación  | Otras apariciones en el torneo |
| -------------------- | ------------------------------------- | ----------------------- | --- |
| Catar                | Anfitrión                             | 27 de enero de 2011     | 4 (2003, 2005, 2007, 2013) |
| España               | Campeones del mundo                   | 27 de enero de 2013     | 17 (1958, 1974, 1978, 1982, 1986, 1990, 1993, 1995, 1997, 1999, 2001, 2003, 2005, 2007, 2009, 2011, 2013)                         |
| Francia              | Finalista del Campeonato Europeo      | 22 de enero de 2014     | 16 (1954, 1961, 1970, 1978, 1990, 1993, 1995, 1997, 1999, 2001, 2003, 2005, 2007, 2009, 2011, 2013)                               |
| Dinamarca            | Finalista del Campeonato Europeo      | 22 de enero de 2014     | 20 (1938, 1954, 1958, 1961, 1964, 1967, 1970, 1974, 1978, 1982, 1986, 1993, 1995, 1999, 2003, 2005, 2007, 2009, 2011, 2013)       |
| Croacia              | Cuarto en el Campeonato Europeo       | 22 de enero de 2014     | 10 (1995,1997, 1999, 2001, 2003, 2005, 2007, 2009, 2011, 2013)                                                                    |
| Túnez                | Finalista de Campeonato Africano      | 24 de enero de 2014     | 11 (1967, 1995, 1997, 1999, 2001, 2003, 2005, 2007, 2009, 2011, 2013)                                                             |
| Argelia              | Finalista del Campeonato Africano     | 24 de enero de 2014     | 13 (1974, 1982, 1986, 1990, 1995, 1997, 1999, 2001, 2003, 2005, 2009, 2011, 2013)                                                 |
| Egipto               | Tercero en el Campeonato Africano     | 25 de enero de 2014     | 12 (1964, 1993, 1995, 1997, 1999, 2001, 2003, 2005, 2007, 2009, 2011, 2013)                                                       |
| Irán                 | Semifinalista del Campeonato Asiático | 2 de febrero de 2014    | 0 |
| Polonia              | Playoffs europeos                     | 14 de junio de 2014     | 13 (1958, 1967, 1970, 1974, 1978, 1982, 1986, 1990, 2003, 2007, 2009, 2011, 2013)                                                 |
| Austria              | Playoffs europeos                     | 14 de junio de 2014     | 4 (1938, 1958, 1993, 2011) |
| República Checa      | Playoffs europeos                     | 14 de junio de 2014     | 5 (1995, 1997, 2001, 2005, 2007)                                                                                                  |
| Rusia                | Playoffs europeos                     | 14 de junio de 2014     | 10 (1993, 1995, 1997, 1999, 2001, 2003, 2005, 2007, 2009, 2013)                                                                   |
| Eslovenia            | Playoffs europeos                     | 15 de junio de 2014     | 6 (1995, 2001, 2003, 2005, 2007, 2013)                                                                                            |
| Macedonia del Norte  | Playoffs europeos                     | 15 de junio de 2014     | 3 (1999, 2009, 2013) |
| Bielorrusia          | Playoffs europeos                     | 15 de junio de 2014     | 2 (1995, 2013) |
| Bosnia y Herzegovina | Playoffs europeos                     | 15 de junio de 2014     | 0 |
| Suecia               | Playoffs europeos                     | 15 de junio de 2014     | 21 (1938, 1954, 1958, 1961, 1964, 1967, 1970, 1974, 1978, 1982, 1986, 1990, 1993, 1995, 1997, 1999, 2001, 2003, 2005, 2009, 2011) |
| Argentina            | Finalista del Campeonato Panamericano | 28 de junio de 2014     | 9 (1997, 1999, 2001, 2003, 2005, 2007, 2009, 2011, 2013)                                                                          |
| Brasil               | Finalista del Campeonato Panamericano | 28 de junio de 2014     | 11 (1958, 1995, 1997, 1999, 2001, 2003, 2005, 2007, 2009, 2011, 2013)                                                             |
| Chile                | Tercero en el Campeonato Panamericano | 29 de junio de 2014     | 2 (2011, 2013) |
| Alemania             | Invitación                            | 8 de julio de 2014      | 21 (1938, 1954, 1958, 1961, 1964, 1967, 1970, 1974, 1978, 1982, 1986, 1993, 1995, 1999, 2001, 2003, 2005, 2007, 2009, 2011, 2013) |
| Arabia Saudita       | Invitación                            | 21 de noviembre de 2014 | 6 (1997, 1999, 2001, 2003, 2009, 2013)                                                                                            |
| Islandia             | Invitación                            | 21 de noviembre de 2014 | 17 (1958, 1961, 1964, 1970, 1974, 1978, 1986, 1990, 1993, 1995, 1997, 2001, 2003, 2005, 2007, 2011, 2013)                         |

## Sedes
| Foto | Ciudad | Instalación                   | Capacidad |
| ---- | ------ | ----------------------------- | --------- |
|      | Doha   | Arena Ali Bin Hamad Al Attiya | 7700      |
|      | Doha   | Pabellón Deportivo de Duhail  | 5500      |
|      | Lusail | Pabellón Deportivo            | 15 300    |

## Árbitros
La IHF anunció una lista de 18 parejas de árbitros provenientes de todas las federaciones continentales afiliadas, a excepción de la de Oceanía.
| \| EHF - Lars Geipel / Marcus Helbig ( Alemania) - Matija Gubica / Boris Milošević ( Croacia) - Martin Gjeding / Mads Hansen ( Dinamarca) - Nenad Krstić / Peter Ljubič ( Eslovenia) - Óscar Raluy López / Ángel Sabroso Ramírez ( España) - Laurent Reveret / Stevann Pichon ( Francia) - Mindaugas Gatelis / Vaidas Mažeika ( Lituania) - Guiorgui Nachevski / Slave Nikolov ( Macedonia del Norte) - Duarte Santos / Ricardo Luis Fonseca ( Portugal) - Václav Horáček / Jiří Novotný ( República Checa) - Nenad Nikolić / Dušan Stojković ( Serbia) - Michael Johansson / Jasmin Kliko ( Suecia) \| \| CAHB - Mohamed Rashed / Tamer El-Sayed ( Egipto) - Samir Krichene / Samir Majluf ( Túnez) PATHF - Jesus Menezes / Rogério Pinto ( Brasil) AHF - Saleh Bamutref / Mansur Al-Suwaidi ( Catar) - Koo Bon-Ok / Lee Se-Ok ( Corea del Sur) - Kiyoshi Hizaki / Tomokazu Ikebuchi ( Japón) \| |  | |
| EHF - Lars Geipel / Marcus Helbig ( Alemania) - Matija Gubica / Boris Milošević ( Croacia) - Martin Gjeding / Mads Hansen ( Dinamarca) - Nenad Krstić / Peter Ljubič ( Eslovenia) - Óscar Raluy López / Ángel Sabroso Ramírez ( España) - Laurent Reveret / Stevann Pichon ( Francia) - Mindaugas Gatelis / Vaidas Mažeika ( Lituania) - Guiorgui Nachevski / Slave Nikolov ( Macedonia del Norte) - Duarte Santos / Ricardo Luis Fonseca ( Portugal) - Václav Horáček / Jiří Novotný ( República Checa) - Nenad Nikolić / Dušan Stojković ( Serbia) - Michael Johansson / Jasmin Kliko ( Suecia) |  | CAHB - Mohamed Rashed / Tamer El-Sayed ( Egipto) - Samir Krichene / Samir Majluf ( Túnez) PATHF - Jesus Menezes / Rogério Pinto ( Brasil) AHF - Saleh Bamutref / Mansur Al-Suwaidi ( Catar) - Koo Bon-Ok / Lee Se-Ok ( Corea del Sur) - Kiyoshi Hizaki / Tomokazu Ikebuchi ( Japón) |

## Calendario
| FP | Fase preliminar | 1/8 | Octavos de final | 1/4 | Cuartos de final | 1/2 | Semifinales | F | Finales |

| Enero/febrero de 2015  | 15 Jue | 16 Vie  | 17 Sáb | 18 Dom | 19 Lun | 20 Mar | 21 Mié | 22 Jue | 23 Vie | 24 Sáb | 25 Dom  | 26 Lun  | 27 Mar | 28 Mié  | 29 Jue | 30 Vie  | 31 Sáb | 01 Dom |
| ---------------------- | ------ | ------- | ------ | ------ | ------ | ------ | ------ | ------ | ------ | ------ | ------- | ------- | ------ | ------- | ------ | ------- | ------ | ------ |
| Fase (no. de partidos) | FP (1) | FP (11) | FP (6) | FP (6) | FP (6) | FP (6) | FP (6) | FP (6) | FP (6) | FP (6) | 1/8 (4) | 1/8 (4) | —      | 1/4 (4) | —      | 1/2 (4) | F (2)  | F (2)  |

## Grupos
El sorteo de los grupos se llevó a cabo el 20 de julio de 2014 en Doha, Catar. Tras el sorteo, los cuatro grupos quedaron de la siguiente manera:
| Grupo A     | Grupo B              | Grupo C         | Grupo D        |
| ----------- | -------------------- | --------------- | -------------- |
| España      | Croacia              | Francia         | Dinamarca      |
| Eslovenia   | Bosnia y Herzegovina | Suecia          | Polonia        |
| Catar       | Macedonia del Norte  | Argelia         | Rusia          |
| Bielorrusia | Austria              | República Checa | Argentina      |
| Brasil      | Túnez                | Egipto          | Arabia Saudita |
| Chile       | Irán                 | Islandia        | Alemania       |

## Primera fase
- Todos los partidos en la hora local de Catar (UTC+3).

Los primeros cuatro de cada grupo disputan los octavos de final. Los equipos restantes juegan entre sí por los puestos 17 a 24.

### Grupo A
| Equipo      | J | G | E | P | GF  | GC  | DG  | PTS |
| ----------- | - | - | - | - | --- | --- | --- | --- |
| España      | 5 | 5 | 0 | 0 | 132 | 101 | +35 | 10  |
| Catar       | 5 | 4 | 0 | 1 | 137 | 122 | +15 | 8   |
| Eslovenia   | 5 | 3 | 0 | 2 | 134 | 115 | +15 | 6   |
| Brasil      | 5 | 2 | 0 | 3 | 146 | 143 | +3  | 4   |
| Bielorrusia | 5 | 1 | 0 | 4 | 147 | 155 | -8  | 2   |
| Chile       | 5 | 0 | 0 | 5 | 104 | 164 | -60 | 0   |

- Resultados

| Fecha | Hora  | Partido     | Partido | Partido     | Resultado |
| ----- | ----- | ----------- | ------- | ----------- | --------- |
| 15.01 | 20:30 | Catar       | -       | Brasil      | 28-23     |
| 16.01 | 17:00 | España      | -       | Bielorrusia | 38-33     |
| 16.01 | 17:00 | Eslovenia   | -       | Chile       | 36-23     |
| 17.01 | 17:00 | Bielorrusia | -       | Eslovenia   | 29-34     |
| 17.01 | 17:00 | Brasil      | -       | España      | 27-29     |
| 17.01 | 19:00 | Chile       | -       | Catar       | 20-27     |
| 19.01 | 17:00 | Bielorrusia | -       | Brasil      | 29-34     |
| 19.01 | 17:00 | España      | -       | Chile       | 37-16     |
| 19.01 | 19:00 | Eslovenia   | -       | Catar       | 29-31     |
| 21.01 | 17:00 | Chile       | -       | Bielorrusia | 23-34     |
| 21.01 | 17:00 | Eslovenia   | -       | Brasil      | 35-32     |
| 21.01 | 19:00 | Catar       | -       | España      | 25-28     |
| 23.01 | 17:00 | Brasil      | -       | Chile       | 30-22     |
| 23.01 | 17:00 | España      | -       | Eslovenia   | 30-26     |
| 23.01 | 19:00 | Catar       | -       | Bielorrusia | 26-22     |

### Grupo B
| Equipo               | J | G | E | P | GF  | GC  | DG  | PTS |
| -------------------- | - | - | - | - | --- | --- | --- | --- |
| Croacia              | 5 | 5 | 0 | 0 | 158 | 124 | +34 | 10  |
| Macedonia del Norte  | 5 | 4 | 0 | 1 | 153 | 138 | +15 | 8   |
| Austria              | 5 | 2 | 1 | 2 | 147 | 140 | +7  | 5   |
| Túnez                | 5 | 2 | 1 | 2 | 132 | 133 | -1  | 5   |
| Bosnia y Herzegovina | 5 | 1 | 0 | 4 | 118 | 128 | -10 | 2   |
| Irán                 | 5 | 0 | 0 | 5 | 127 | 172 | -45 | 0   |

- Resultados

| Fecha | Hora  | Partido              | Partido | Partido              | Resultado |
| ----- | ----- | -------------------- | ------- | -------------------- | --------- |
| 16.01 | 15:00 | Bosnia y Herzegovina | -       | Irán                 | 30-25     |
| 16.01 | 17:00 | Macedonia del Norte  | -       | Túnez                | 33-25     |
| 16.01 | 19:00 | Croacia              | -       | Austria              | 32-30     |
| 17.01 | 19:00 | Irán                 | -       | Macedonia del Norte  | 31-33     |
| 17.01 | 19:00 | Túnez                | -       | Croacia              | 25-28     |
| 17.01 | 21:00 | Austria              | -       | Bosnia y Herzegovina | 23-21     |
| 19.01 | 19:00 | Bosnia y Herzegovina | -       | Macedonia del Norte  | 22-25     |
| 19.01 | 19:00 | Croacia              | -       | Irán                 | 41-22     |
| 19.01 | 21:00 | Austria              | -       | Túnez                | 25-25     |
| 21.01 | 17:00 | Irán                 | -       | Austria              | 26-38     |
| 21.01 | 19:00 | Macedonia del Norte  | -       | Croacia              | 26-29     |
| 21.01 | 19:00 | Bosnia y Herzegovina | -       | Túnez                | 24-27     |
| 23.01 | 17:00 | Túnez                | -       | Irán                 | 30-23     |
| 23.01 | 19:00 | Croacia              | -       | Bosnia y Herzegovina | 28-21     |
| 23.01 | 19:00 | Macedonia del Norte  | -       | Austria              | 36-31     |

### Grupo C
| Equipo          | J | G | E | P | GF  | GC  | DG  | PTS |
| --------------- | - | - | - | - | --- | --- | --- | --- |
| Francia         | 5 | 4 | 1 | 0 | 143 | 128 | +15 | 9   |
| Suecia          | 5 | 3 | 1 | 1 | 137 | 109 | +28 | 7   |
| Islandia        | 5 | 2 | 1 | 2 | 127 | 135 | -8  | 5   |
| Egipto          | 5 | 2 | 1 | 2 | 135 | 125 | +10 | 5   |
| República Checa | 5 | 2 | 0 | 3 | 145 | 138 | +7  | 4   |
| Argelia         | 5 | 0 | 0 | 5 | 109 | 161 | -52 | 0   |

- Resultados

| Fecha | Hora  | Partido         | Partido | Partido         | Resultado |
| ----- | ----- | --------------- | ------- | --------------- | --------- |
| 16.01 | 19:00 | Argelia         | -       | Egipto          | 20-34     |
| 16.01 | 21:00 | Francia         | -       | República Checa | 30-27     |
| 16.01 | 21:00 | Suecia          | -       | Islandia        | 24-16     |
| 18.01 | 19:00 | Islandia        | -       | Argelia         | 32-24     |
| 18.01 | 21:00 | Egipto          | -       | Francia         | 24-28     |
| 18.01 | 21:00 | República Checa | -       | Suecia          | 22-36     |
| 20.01 | 19:00 | República Checa | -       | Egipto          | 24-27     |
| 20.01 | 21:00 | Francia         | -       | Islandia        | 26-26     |
| 20.01 | 21:00 | Suecia          | -       | Argelia         | 27-19     |
| 22.01 | 19:00 | Suecia          | -       | Egipto          | 25-25     |
| 22.01 | 21:00 | Argelia         | -       | Francia         | 26-32     |
| 22.01 | 21:00 | Islandia        | -       | República Checa | 25-36     |
| 24.01 | 19:00 | Egipto          | -       | Islandia        | 25-28     |
| 24.01 | 21:00 | Argelia         | -       | República Checa | 20-36     |
| 24.01 | 21:00 | Francia         | -       | Suecia          | 27-25     |

### Grupo D
| Equipo         | J | G | E | P | GF  | GC  | DG  | PTS |
| -------------- | - | - | - | - | --- | --- | --- | --- |
| Alemania       | 5 | 4 | 1 | 0 | 150 | 124 | +26 | 9   |
| Dinamarca      | 5 | 3 | 2 | 0 | 154 | 127 | +27 | 8   |
| Polonia        | 5 | 3 | 0 | 2 | 135 | 121 | +14 | 6   |
| Argentina      | 5 | 2 | 1 | 2 | 132 | 123 | +9  | 5   |
| Rusia          | 5 | 1 | 0 | 4 | 133 | 131 | +2  | 2   |
| Arabia Saudita | 5 | 0 | 0 | 5 | 87  | 165 | -78 | 0   |

- Resultados

| Fecha | Hora  | Partido        | Partido | Partido        | Resultado |
| ----- | ----- | -------------- | ------- | -------------- | --------- |
| 16.01 | 15:00 | Rusia          | -       | Arabia Saudita | 27-17     |
| 16.01 | 19:00 | Polonia        | -       | Alemania       | 26-29     |
| 16.01 | 21:00 | Dinamarca      | -       | Argentina      | 24-24     |
| 18.01 | 19:00 | Alemania       | -       | Rusia          | 27-26     |
| 18.01 | 19:00 | Argentina      | -       | Polonia        | 23-24     |
| 18.01 | 21:00 | Arabia Saudita | -       | Dinamarca      | 18-38     |
| 20.01 | 19:00 | Polonia        | -       | Rusia          | 26-25     |
| 20.01 | 19:00 | Argentina      | -       | Arabia Saudita | 32-20     |
| 20.01 | 21:00 | Dinamarca      | -       | Alemania       | 30-30     |
| 22.01 | 19:00 | Alemania       | -       | Argentina      | 28-23     |
| 22.01 | 19:00 | Polonia        | -       | Arabia Saudita | 32-13     |
| 22.01 | 21:00 | Rusia          | -       | Dinamarca      | 28-31     |
| 24.01 | 19:00 | Arabia Saudita | -       | Alemania       | 19-36     |
| 24.01 | 19:00 | Rusia          | -       | Argentina      | 27-30     |
| 24.01 | 21:00 | Dinamarca      | -       | Polonia        | 31-27     |

## Fase final
- Todos los partidos en la hora local de Catar (UTC+3).

|  | Octavos de final    | Octavos de final |          |           | Cuartos de final | Cuartos de final |  |         | Semifinales | Semifinales |         |              | Final        | Final        |  |
|  | 25 y 26 de enero    | 25 y 26 de enero |          |           | 28 de enero      | 28 de enero      |  |         | 30 de enero | 30 de enero |         |              | 1 de febrero | 1 de febrero |  |
|  |                     |                  |          |           |                  |                  |  |         |             |             |         |              |              |              |  |
|  |                     |                  |          |           |                  |                  |  |         |             |             |         |              |              |              |  |
|  | Croacia             | 26               |          |           |                  |                  |  |         |             |             |         |              |              |              |  |
|  | Croacia             | 26               |          |           |                  |                  |  |         |             |             |         |              |              |              |  |
|  | Brasil              | 25               |          |           |                  |                  |  |         |             |             |         |              |              |              |  |
|  | Brasil              | 25               |          | Croacia   | 22               |                  |  |         |             |             |         |              |              |              |  |
|  |                     |                  |          | Croacia   | 22               |                  |  |         |             |             |         |              |              |              |  |
|  |                     |                  | Polonia  | 24        |                  |                  |  |         |             |             |         |              |              |              |  |
|  | Polonia             | 24               | Polonia  | 24        |                  |                  |  |         |             |             |         |              |              |              |  |
|  | Polonia             | 24               |          |           |                  |                  |  |         |             |             |         |              |              |              |  |
|  | Suecia              | 20               |          |           |                  |                  |  |         |             |             |         |              |              |              |  |
|  | Suecia              | 20               |          |           |                  |                  |  | Polonia | 29          |             |         |              |              |              |  |
|  |                     |                  |          |           |                  |                  |  | Polonia | 29          |             |         |              |              |              |  |
|  |                     |                  | Catar    | 31        |                  |                  |  |         |             |             |         |              |              |              |  |
|  | Austria             | 27               | Catar    | 31        |                  |                  |  |         |             |             |         |              |              |              |  |
|  | Austria             | 27               |          |           |                  |                  |  |         |             |             |         |              |              |              |  |
|  | Catar               | 29               |          |           |                  |                  |  |         |             |             |         |              |              |              |  |
|  | Catar               | 29               |          | Catar     | 26               |                  |  |         |             |             |         |              |              |              |  |
|  |                     |                  |          | Catar     | 26               |                  |  |         |             |             |         |              |              |              |  |
|  |                     |                  | Alemania | 24        |                  |                  |  |         |             |             |         |              |              |              |  |
|  | Alemania            | 23               | Alemania | 24        |                  |                  |  |         |             |             |         |              |              |              |  |
|  | Alemania            | 23               |          |           |                  |                  |  |         |             |             |         |              |              |              |  |
|  | Egipto              | 16               |          |           |                  |                  |  |         |             |             |         |              |              |              |  |
|  | Egipto              | 16               |          |           |                  |                  |  |         |             |             |         | Catar        | 22           |              |  |
|  |                     |                  |          |           |                  |                  |  |         |             |             |         | Catar        | 22           |              |  |
|  |                     |                  | Francia  | 25        |                  |                  |  |         |             |             |         |              |              |              |  |
|  | Islandia            | 25               | Francia  | 25        |                  |                  |  |         |             |             |         |              |              |              |  |
|  | Islandia            | 25               |          |           |                  |                  |  |         |             |             |         |              |              |              |  |
|  | Dinamarca           | 30               |          |           |                  |                  |  |         |             |             |         |              |              |              |  |
|  | Dinamarca           | 30               |          | Dinamarca | 24               |                  |  |         |             |             |         |              |              |              |  |
|  |                     |                  |          | Dinamarca | 24               |                  |  |         |             |             |         |              |              |              |  |
|  |                     |                  | España   | 25        |                  |                  |  |         |             |             |         |              |              |              |  |
|  | España              | 28               | España   | 25        |                  |                  |  |         |             |             |         |              |              |              |  |
|  | España              | 28               |          |           |                  |                  |  |         |             |             |         |              |              |              |  |
|  | Túnez               | 20               |          |           |                  |                  |  |         |             |             |         |              |              |              |  |
|  | Túnez               | 20               |          |           |                  |                  |  | España  | 22          |             |         |              |              |              |  |
|  |                     |                  |          |           |                  |                  |  | España  | 22          |             |         |              |              |              |  |
|  |                     |                  | Francia  | 26        |                  |                  |  |         |             |             |         |              |              |              |  |
|  | Eslovenia           | 30               | Francia  | 26        |                  |                  |  |         |             |             |         |              |              |              |  |
|  | Eslovenia           | 30               |          |           |                  |                  |  |         |             |             |         |              |              |              |  |
|  | Macedonia del Norte | 28               |          |           |                  |                  |  |         |             |             |         |              |              |              |  |
|  | Macedonia del Norte | 28               |          | Eslovenia | 23               |                  |  |         |             |             |         | Tercer lugar | Tercer lugar |              |  |
|  |                     |                  |          | Eslovenia | 23               |                  |  |         |             |             |         | Tercer lugar | Tercer lugar |              |  |
|  |                     |                  | Francia  | 32        |                  |                  |  |         |             |             |         |              |              |              |  |
|  | Francia             | 33               | Francia  | 32        |                  |                  |  |         |             |             | Polonia | 29           |              |              |  |
|  | Francia             | 33               |          |           |                  |                  |  |         |             |             | Polonia | 29           |              |              |  |
|  | Argentina           | 20               |          |           |                  |                  |  |         |             |             |         |              | España       | 28           |  |
|  | Argentina           | 20               |          |           |                  |                  |  |         |             |             |         |              | España       | 28           |  |
|  |                     |                  |          |           |                  |                  |  |         |             |             |         |              |              |              |  |

### Octavos de final
| Fecha | Hora  | Partido   | Partido | Partido             | Resultado |
| ----- | ----- | --------- | ------- | ------------------- | --------- |
| 25.01 | 18:30 | Austria   | -       | Catar               | 27-29     |
| 25.01 | 18:30 | Eslovenia | -       | Macedonia del Norte | 30-28     |
| 25.01 | 21:00 | España    | -       | Túnez               | 28-20     |
| 25.01 | 21:00 | Croacia   | -       | Brasil              | 26-25     |
| 26.01 | 18:30 | Alemania  | -       | Egipto              | 23-16     |
| 26.01 | 18:30 | Polonia   | -       | Suecia              | 24-20     |
| 26.01 | 21:00 | Islandia  | -       | Dinamarca           | 25-30     |
| 26.01 | 21:00 | Francia   | -       | Argentina           | 33-20     |

### Cuartos de final
| Fecha | Hora  | Partido   | Partido | Partido  | Resultado |
| ----- | ----- | --------- | ------- | -------- | --------- |
| 28.01 | 18:30 | Croacia   | -       | Polonia  | 22-24     |
| 28.01 | 18:30 | Catar     | -       | Alemania | 26-24     |
| 28.01 | 21:00 | Eslovenia | -       | Francia  | 23-32     |
| 28.01 | 21:00 | Dinamarca | -       | España   | 24-25     |

### Semifinales
| Fecha | Hora  | Partido | Partido | Partido | Resultado |
| ----- | ----- | ------- | ------- | ------- | --------- |
| 30.01 | 18.30 | Polonia | -       | Catar   | 29-31     |
| 30.01 | 21:00 | España  | -       | Francia | 22-26     |

### Tercer lugar
| Fecha | Hora  | Partido | Partido | Partido | Resultado     |
| ----- | ----- | ------- | ------- | ------- | ------------- |
| 01.02 | 16:30 | Polonia | -       | España  | 29-28 (24-24) |

### Final
| Fecha | Hora  | Partido | Partido | Partido | Resultado |
| ----- | ----- | ------- | ------- | ------- | --------- |
| 01.02 | 19:15 | Catar   | -       | Francia | 22-25     |

### Partidos de clasificación
5.º a 8.º lugar
| Fecha | Hora  | Partido   | Partido | Partido   | Resultado |
| ----- | ----- | --------- | ------- | --------- | --------- |
| 30.01 | 16:00 | Croacia   | -       | Alemania  | 28-23     |
| 30.01 | 18:30 | Dinamarca | -       | Eslovenia | 36-33     |

Séptimo lugar
| Fecha | Hora  | Partido  | Partido | Partido   | Resultado |
| ----- | ----- | -------- | ------- | --------- | --------- |
| 31.01 | 16:30 | Alemania | -       | Eslovenia | 28-23     |

Quinto lugar
| Fecha | Hora  | Partido | Partido | Partido   | Resultado |
| ----- | ----- | ------- | ------- | --------- | --------- |
| 31.01 | 19:15 | Croacia | -       | Dinamarca | 24-28     |

## Medallero
| Francia | Catar | Polonia |
| William Accambray Igor Anić Xavier Barachet Cyril Dumoulin Jérôme Fernandez Mathieu Grébille(r) Michaël Guigou Samuel Honrubia Guillaume Joli Luka Karabatić Nikola Karabatić Kentin Mahé Daniel Narcisse Kévynn Nyokas Thierry Omeyer Valentin Porte Cédric Sorhaindo | Abdulá Al-Karbi Yusef Benali Rafael Capote* Jovo Damjanović* Hadi Hamdoon Mahmud Hasab Ala Hasán Mabruk* Hamad Madadi Kamalaldin Malash Žarko Marković* Eldar Memišević* Abdulrazaq Murad(r) Bertrand Roiné* Danijel Šarić* Goran Stojanović* Borja Vidal* Ameen Zakar | Karol Bielecki Piotr Chrapkowski Michał Daszek Piotr Grabarczyk Bartosz Jurecki Michał Jurecki Mariusz Jurkiewicz Przemysław Krajewski Krzysztof Lijewski(r) Piotr Masłowski(r) Robert Orzechowski Andrzej Rojewski Kamil Syprzak Sławomir Szmal Michał Szyba Marcin Wichary Adam Wiśniewski Piotr Wyszomirski |
| Claude Onesta (seleccionador) | Valero Rivera (seleccionador) | Michael Biegler (seleccionador) |

| (r) | Jugador remplazado.                                                  |
| *   | Jugador extranjero, nacionalizado explícitamente para el campeonato. |

## Estadísticas

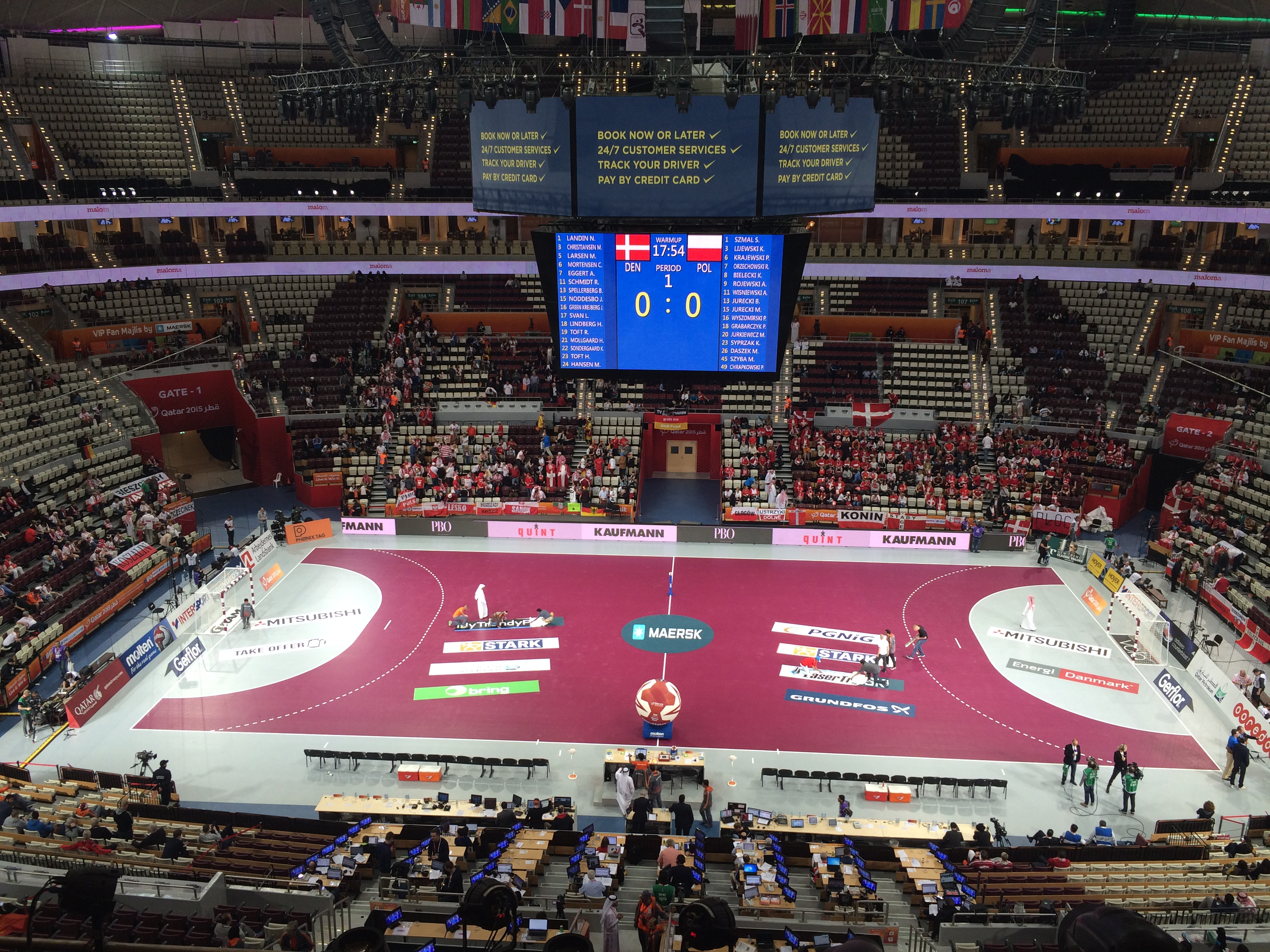
Partido de la primera fase entre Dinamarca y Polonia, disputado en el Pabellón Multiusos de Lusail.

### Clasificación general
| 1. Francia               |
| 2. Catar*                |
| 3. Polonia*              |
| 4. España*               |
| 5. Dinamarca*            |
| 6. Croacia*              |
| 7. Alemania*             |
| 8. Eslovenia             |
| 9. Macedonia del Norte   |
| 10. Suecia               |
| 11. Islandia             |
| 12. Argentina            |
| 13. Austria              |
| 14. Egipto               |
| 15. Túnez                |
| 16. Brasil               |
| 17. República Checa      |
| 18. Bielorrusia          |
| 19. Rusia                |
| 20. Bosnia y Herzegovina |
| 21. Irán                 |
| 22. Arabia Saudita       |
| 23. Chile                |
| 24. Argelia              |

| 1.º | Clasificado directamente para Río de Janeiro 2016. |
| *   | Clasificados para uno de los tres torneos preolímpicos (si alguno de estos se clasifica por medio de su respectivo campeonato continental, entonces el siguiente de esta lista irá al preolímpico). |

### Máximos goleadores
| N.º | Nombre                | Selección           | Goles | Tiros | %       | Partidos jugados |
| --- | --------------------- | ------------------- | ----- | ----- | ------- | ---------------- |
| 1   | Dragan Gajić          | Eslovenia           | 71    | 93    | 76,34 % | 9                |
| 2   | Žarko Marković        | Catar               | 67    | 127   | 52,76 % | 9                |
| 3   | Uwe Gensheimer        | Alemania            | 54    | 72    | 75,00 % | 9                |
| 4   | Rodrigo Salinas Muñoz | Chile               | 52    | 92    | 56,52 % | 7                |
| 5   | Rafael Capote         | Catar               | 48    | 78    | 61,54 % | 9                |
| 6   | Valero Rivera         | España              | 47    | 58    | 81,03 % | 9                |
| 7   | Kiril Lazarov         | Macedonia del Norte | 45    | 78    | 57,69 % | 6                |
| 8   | Siarhei Rutenka       | Bielorrusia         | 43    | 75    | 57,33 % | 7                |
| 9   | Robert Weber          | Austria             | 42    | 61    | 68,85 % | 6                |
| 10  | Ivan Čupić            | Croacia             | 41    | 53    | 77,36 % | 9                |

Fuente: 

### Mejores porteros
| N.º | Nombre                  | Equipo          | Paradas | Tiros | %    | Partidos jugados |
| --- | ----------------------- | --------------- | ------- | ----- | ---- | ---------------- |
| 1   | Carsten Lichtlein       | Alemania        | 57      | 152   | 38 % | 9                |
| 2   | Filip Ivić              | Croacia         | 44      | 119   | 37 % | 9                |
| 2   | Thierry Omeyer          | Francia         | 105     | 283   | 37 % | 9                |
| 2   | Gonzalo Pérez de Vargas | España          | 97      | 259   | 37 % | 9                |
| 5   | Mattias Andersson       | Suecia          | 53      | 147   | 36 % | 6                |
| 5   | Danijel Šarić           | Catar           | 75      | 206   | 36 % | 9                |
| 5   | Petr Štochl             | República Checa | 75      | 210   | 36 % | 7                |
| 8   | Jannick Green           | Dinamarca       | 47      | 135   | 35 % | 9                |
| 8   | Silvio Heinevetter      | Alemania        | 67      | 193   | 35 % | 9                |
| 8   | Nikola Marinovic        | Austria         | 52      | 150   | 35 % | 6                |

Fuente: 

### Equipo ideal
- Mejor jugador del campeonato —MVP—: Thierry Omeyer ( Francia).

| Posición          | Nombre           | País      |
| ----------------- | ---------------- | --------- |
| Portero           | Thierry Omeyer   | Francia   |
| Extremo derecho   | Dragan Gajić     | Eslovenia |
| Extremo izquierdo | Valero Rivera    | España    |
| Pivote            | Bartosz Jurecki  | Polonia   |
| Central           | Nikola Karabatić | Francia   |
| Lateral derecho   | Žarko Marković   | Catar     |
| Lateral izquierdo | Rafael Capote    | Catar     |

Fuente: 